# Ordine dell'Onore e della Gloria
L'Ordine dell'Onore e della Gloria è un'onorificenza dell'Abcasia.

## Storia
L'Ordine è stato istituito il 10 gennaio 2002.

## Classi
L'Ordine disponeva delle seguenti classi di benemerenza:
- I Classe
- II Classe
- III Classe

Le ultime due classe possono essegnere assegnate con spade.

## Assegnazione
L'assegnazione dell'Ordine avviene con decreto del Presidente della Repubblica. Una stessa persona non può ricevere due volte l'Ordine della stessa classe oppure un grado inferiore a quello precedentemente ottenuto.
In caso di morte dell'insignito di I Classe, l'insegna che apparteneva a lui viene riconsegnata alla Commissione dei riconoscimenti del Presidente della Repubblica per il successivo inoltro alla mostra del Museo di Stato della Repubblica di Abcasia. Questa procedura non avviene per gli insigniti stranieri.
In caso di morte dell'insignito di II e III Classe, la loro insegna resta in custodia della famiglia a meno che la Commissione dei riconoscimenti del Presidente della Repubblica non si decida altrimenti.
La I Classe sarà assegnata:
- ai cittadini della Repubblica di Abcasia:
  - per i servizi eccezionali alla Repubblica di Abcasia che hanno colpito profondamente il destino del popolo e dello Stato;
  - per il successo delle operazioni militari in tutte le forze armate, a seguito della quale il nemico ha subito una sconfitta decisiva ed è stato costretto a ritirarsi dalla Repubblica di Abcasia;
  - per altissimi meriti nel campo della scienza, della cultura e dell'arte che hanno dato riconoscimento e fama internazionale all'Abcasia.
- ai cittadini stranieri:
  - leader di paesi amici di rango non inferiore al Primo Ministro e al Presidente del Parlamento;
  - personalità di governo, militari, figure pubbliche e politiche che hanno dato un contributo particolarmente eccezionale al rafforzamento della pace e della stabilità internazionali, allo sviluppo della democrazia e alle relazioni amichevoli tra i popoli;
  - figure della scienza, della cultura e dell'arte, il cui lavoro ha ricevuto il riconoscimento internazionale.

La II Classe sarà assegnata:
- a personalità di governo, militari, figure pubbliche, figure della scienza, della cultura e dell'arte della Repubblica di Abcasia per premiare:
  - i grandi successi nella politica estera che hanno contribuito ad aumentare il prestigio internazionale della Repubblica di Abcasia, al rafforzamento della sua sicurezza e della difesa degli interessi nazionali;
  - i maggiori successi di importanza strategica raggiunti durante i combattimenti per la protezione della Repubblica di Abcasia nelle unità di comando non sono sotto il livello del reggimento;
  - i maggiori progressi che hanno contribuito a un significativo rafforzamento della capacità di difesa e al miglioramento della sicurezza dello Stato;
  - i grandi successi che hanno contribuito al miglioramento qualitativo della situazione economica, del tenore di vita e della protezione sociale dei cittadini;
  - le maggiori conquiste nel campo della scienza, della cultura, dell'arte, che hanno ricevuto riconoscimento nazionale e hanno migliorato il livello e il prestigio dell'economia domestica, della cultura e delle arti.
- a cittadini stranieri:
  - leader di paesi amici non sotto il rango di ministro;
  - personalità di governo, militari, figure pubbliche e politiche che hanno dato un contributo particolarmente eccezionale allo sviluppo dei loro paesi, alla promozione della pace e delle relazioni amichevoli tra i popoli e che hanno dimostrato una leadership di talento nella difesa della patria;
  - rappresentanti della scienza, della cultura e delle arti, hanno ricevuto il riconoscimento nazionale nei loro paesi.

La III Classe sarà assegnata:
- ai cittadini della Repubblica di Abcasia per premiare:
  - il coraggio e il notevole successo nell'attuazione dei compiti di combattimento e nel contributo a cambiare la situazione a favore delle Forze Armate della Repubblica di Abcasia, nei combattimenti per la protezione della Repubblica di Abcasia nell'unità di comando non è al di sotto del livello di società;
  - il grande contributo al rafforzamento della capacità di difesa e di sicurezza dello Stato;
  - il grande contributo nel campo della politica estera che ha contribuito allo sviluppo di relazioni amichevoli tra la Repubblica di Abcasia e altri Stati;
  - il grande contributo nei campo di attività di diversi settori dell'economia che abbiano contribuito a un significativo miglioramento della loro efficienza;
  - il grande contributo nello sviluppo delle regioni e delle città della Repubblica di Abcasia;
  - il grande contributo nel campo della scienza, della cultura e dell'arte;
  - le attività caritative e umanitarie volte a migliorare la situazione dei vari gruppi di popolazione, dello sviluppo dell'istruzione, della cultura e dell'arte;
  - il grande contributo allo sviluppo dello sport e delle vittorie in competizioni internazionali.
- ai cittadini stranieri alle medesime condizioni dei cittadini della Repubblica.

## Insegne
- L'insegna è una stella a otto punte a forma del simbolo solare che si ritrova anche nello stemma dell'Abcasia. Nel centro dell'insegna vi è un cerchio del diametro di 15 mm, smaltato di rosso con all'interno cinque elementi in forma di segno solare. Il cerchio è circondato da un bordo di 25 mm in rilievo con un ramo di alloro e la scritta in abcaso con "Akhdz-Apsha."
- L'insegna di I Classe è interamente dorata e viene portata al collo. Sul retro dell'Ordine, nel campo centrale, sono incisi in lingua abcasa il nome e le iniziali della persona premiata, così come la data, il mese e l'anno di assegnazione in numeri arabi.
- L'insegna di II Classe è d'argento, con il bordo del cerchio dorato. Per il resto il dritto è uguale a quello di I Classe. Sul rovescio, nel campo centrale vi è inciso il numero di serie.
- L'insegna di III Classe è interamente in argento. Per il resto l'insegna è uguale a quella di II Classe.
- Le insegne di II e III Classe ottenute per merito militare, si distinguono per la presenza di due sciabole incrociate sopra la traversa superiore della stella.
- Il nastro è rosso con sottili strisce bianche ai lati.